# Hochvernagtspitze
La Hochvernagtspitze est un sommet des Alpes, à 3 535 m d'altitude, dans le massif de l'Ötztal, en Autriche (Tyrol).